# Martha Grimes
Martha Grimes (Pittsburgh, 2 mei 1931) is een Amerikaans schrijver van detectiveverhalen.
Martha Grimes' moeder, June Dunnington, was eigenaar van het Mountain Lake Hotel in West-Maryland, waar Martha en haar broer een groot deel van hun jeugd doorbrachten. Haar vader was William Dermit Grimes, een Pittsburghse stadsvocaat.
Grimes behaalde haar B.A. en M.A. aan de Universiteit van Maryland. Ze doceerde aan de Universiteit van Iowa, Frostburg State University en Montgomery College. Als auteur is Grimes vooral bekend om haar reeks romans met Richard Jury, een inspecteur van Scotland Yard, en zijn vriend Melrose Plant, een Britse aristocraat die zijn titels heeft opgegeven. Elk van de Jury-mysteries is vernoemd naar een pub. Grimes ontving de Nero Wolfe Award voor het beste mysteryboek van het jaar voor The Anodyne Necklace.
Haar eerste roman, The Man with a Load of Mischief, werd gepubliceerd in 1981 met een eerste druk van 3000 exemplaren. Sindsdien schrijft Grimes minstens één boek per jaar.

## Publicaties
Richard Jury-serie
1. The Man With a Load of Mischief (Boston: Little, Brown, 1981)
2. The Old Fox Deceiv'd (Boston: Little, Brown, 1982)
3. The Anodyne Necklace (Boston: Little, Brown, 1983)
4. The Dirty Duck (Boston: Little, Brown, 1984)
5. Jerusalem Inn (Boston: Little, Brown, 1984)
6. Help the Poor Struggler (Boston: Little, Brown, 1985)
7. The Deer Leap (Boston: Little, Brown, 1985)
8. I Am the Only Running Footman (Boston: Little, Brown, 1986)
9. The Five Bells and Bladebone (Boston: Little, Brown, 1987)
10. The Old Silent (Boston: Little, Brown, 1989)
11. The Old Contemptibles (Boston: Little, Brown, 1991)
12. The Horse You Came In On (New York: Alfred A. Knopf, 1993)
13. Rainbow's End (New York: Alfred A. Knopf, 1995)
14. The Case Has Altered (New York: Alfred A. Knopf, 1997)
15. The Stargazey (New York: Holt, 1998)
16. The Lamorna Wink (New York: Viking, 1999)
17. The Blue Last (New York: Viking, 2001)
18. The Grave Maurice (New York: Viking Penguin, 2002)
19. The Winds of Change (New York: Viking Penguin, 2004)
20. The Old Wine Shades (New York: Viking Penguin, 2006)
21. Dust (New York: Viking Penguin, 2007)
22. The Black Cat (New York: Viking Penguin, 2010)
23. Vertigo 42 (New York: Scribner, 2014)

The Man With a Load of Mischief en Help the Poor Strugglerwerden verfilmd.
Andi Olivier-serie
1. Biting the Moon (New York: Holt, 1999)
2. Dakota (New York: Viking Adult, 2008)

Met Maud Chadwick als personage (komt ook voor in de Emma Graham-serie)
1. The End of the Pier (Ballantine Books, 1993)

Emma Graham-serie
1. Hotel Paradise (Knopf, 1996)
2. Cold Flat Junction (2000)
3. Belle Ruin (2005)
4. Fadeaway Girl (2011)

Romans, korte verhalen en poëzie
1. Send Bygraves (Putnam, 1990)
2. The Train Now Departing (New York: Viking, 2001)
3. Foul Matter (New York: Viking Penguin, 2003)
4. The Way of All Fish (Simon and Schuster, 2014)

- Biblioteca Nacional de España: XX976612
- Bibliothèque nationale de France: cb11905928x (data)
- CiNii: DA06480339
- Gemeinsame Normdatei: 120040166
- International Standard Name Identifier: 0000 0001 0878 9454
- Library of Congress Control Number: n81051185
- MusicBrainz: f1eadbf1-6a21-48e8-a930-cc9ac9bee1a7
- Bibliotheek van het Japanse parlement: 00441753
- Nationale Bibliotheek van Tsjechië: xx0017640
- Nationale Bibliotheek van Israël: 987007275528305171
- Nationale Bibliotheek van Polen: a0000001950551
- Nederlandse Thesaurus van Auteursnamen: 07064988X
- Système universitaire de documentation: 026903407
- Virtual International Authority File: 22962196
- WorldCat: E39PBJmDr8txJY6VP7BJwbFYfq